# Erick Lemus
Erick Diego Alejandro „Kuki” Lemus de Paz (ur. 5 lutego 2001 w Cuilapie) – gwatemalski piłkarz występujący na pozycji napastnika, reprezentant Gwatemali, od 2024 roku zawodnik Comunicaciones.